# Luisa Monti Sturani
Luisa Monti Sturani (Chieri, 6 août 1911 – Turin, 10 juin 2002), est une enseignante et écrivaine antifasciste italienne.

## Biographie
Luisa (Luigia à l’état-civil) Monti Sturani fut écrivaine et enseignante de lettres dans les écoles supérieures. Bien que son vrai nom ait été Luigia, elle s’est toujours faite appeler Luisa. Elle est l’auteur de nombreux ouvrages qui racontent la résistance italienne en tant que témoin de l’opposition au régime fasciste. Ce fut une femme qui réussit à maintenir le difficile équilibre entre engagements familiaux et engagements politiques. Esprit libre, elle représenta le profil d’une conception extrêmement loyale de la ligne du Parti communiste italien (PCI) selon la ligne du centralisme démocratique mais également d’une vision du monde pleine d’ironie et d’autonomie. Fille de Augusto_Monti (en) et Camilla Dezzani, elle naquit un an après leur mariage. Surnommée Luisotta par son père, elle suivra ses traces et deviendra à son tour enseignante et écrivaine. Leo Pestelli, journaliste de La Stampa et professeur de grammaire italienne à l'Université de Turin, a publié dans La Stampa le 16 avril 1954 une critique du livre de Luisa Monti Sturani qui évoquait l'assassinat d'un partisan de quinze ans.
Le 2 mars 1935, elle épouse Mario Sturani (it), peintre et céramiste, membre du mouvement futuriste depuis sa jeunesse. Mario Sturani fut résistant au sein de la III° Brigata Matteotti.
Entre fin des années 1960 et début des années 1970, elle fit un voyage en URSS et retira les droits d’auteur sur Fazzoletti Rossi (Foulards rouges), une œuvre traduite et publiée en russe. Les droits d’auteur en roubles ne pouvaient ni être encaissés ni ramenés en Occident. L’œuvre se trouve auprès de la Bibliothèque d'État de Russie Красные галстуки di Стурани Луиза - Edizione Detgiz, Moscou 1957. Elle se trouve dans le Catalogue Livres (publiés depuis 1831 à nos jours). Dans la section: Argument Mouvement de guérilla au cours de la seconde guerre mondiale 1939-1945.  - Italie (d.L.) - L'Italie dans la seconde guerre mondiale 1939-1945  (d.l.)
Il est possible de trouver le livre en russe auprès du Musli (Le Musée de l’École et du Livre pour l’Enfance est la principale émanation de la Fondation Tancredi de Barolo (Italie).
Luisa Monti Sturani est morte à Turin le 10 juin 2002 à l’âge de 91 ans.

## Publications

### Œuvres
- Antologia della Resistenza: dalla marcia su Roma al 25 Aprile (2012)  (ISBN 9788865790359).
- I Partigiani del Ciar, illustrazioni di Marcello Peola, Paravia, 1965[4].
- Antologia della Resistenza (1951) Editore Centro del Libro Popolare .
- Fazzoletti rossi, Cultura Sociale, 1954. En 1957, il a été traduit en russe sous le titre Красные галстуки à la maison d’édition Detgiz[5].
- Storia vera, Edizioni A.N.P.I. 1953[6].
- Il nuovo mago sapere: sussidiario per la scuola elementare, Orizzonte, 1952[7].
- Ora è sempre resistenza, ANPI Torino, 1954[8].
- Elementi di latino e di analisi logica. Per la Scuola media Loecher 2003[9].

### Œuvres en collaboration avec d’autres auteurs
- Luisa Monti Sturani e Enrico Sturani, Grammatica e vita, Loescher, 1999[10].
- Luisa Monti Sturani e Mario Sturani, L'elefante con le brache, Novecento, 1991[11].
- Luisa Monti Sturani e Enrico Sturani, La terra dell’uomo, Principato Editore, 1972[12].
- Luisa Monti Sturani e scrittori vari, Quando si combatteva per la libertà, Edizioni A.N.P.I., 1972, pp. 145 - 168[13].
- Une vingtaine d’œuvres, principalement scolaire pour les écoles secondaires du premier degré, écrites par Luisa Monti Sturani, ont été données à la Fondation Tancredi de Barolo de Turin par son fils Enrico Sturani.
- Histoires de Luisa Sturani écrites et publiées par Il Pioniere dell'Unità en 1964 sont : Une écolière partisane et Le soulèvement populaire[14].
- De 1952 à 1954, Luisa Monti Sturani a écrit et publié cinquante nouvelles dans le magazine pour les jeunes[15]. Pioniere.

### Œuvre suivie
- Auteur: Augusto Monti, Lettere a Luisotta, Enaudi, 1982[16].

## Émissions de radio sur Luisa Monti Sturani
- Alfredo Pasquali, Luisa Sturani. in Radio Città Fujiko, 23 mars 2018[17].

## Études historiques
Le Centro Studi Piero Gobetti   https://www.centrogobetti.it/ a consacré à la mémoire de Luisa Monti Sturani deux fonds d’archives: "Augusto Monti e Luisa Sturani" et "Fondo Luisa Monti e Mario Sturani.
- Le Fondo Augusto Monti e Luisa Sturani[18] recueille la correspondance antre père et fille pendant la période de détention de Augusto Monti, entre février 1934, année de son arrestation et condamnation à 5 ans de prison par un tribunal spécial fasciste, dans la prison romaine de Regina Coeli et ensuite dans le pénitencier de Civitavecchia, jusqu’à sa libération en février 1939.
- Le Fondo Luisa Monti e Mario Sturani[19] recueille un matériel de travail relatif à la publication de deux articles de Luisa Monti Sturani: Antologia della Resistenza (Centro del libro popolare, Rome, 1951) et Fazzoletti Rossi (Ed. di Cultura sociale, Rome, 1954). On y trouve la correspondance avec Tommaso Fiore, Norberto Bobbio, Vittorio Foa, Camilla Ravera et d’autres encore. On y trouve le matériel de rédaction pour la publication du volume: Augusto Monti, Lettere a Luisotta, Einaudi, Torino 1977. Ce fonds complète celui relatif à l’activité militaire et politique du mari de Luisa Monti Sturani.
- La Fondation Tancredi di Barolo de Turin rassemble dans ses archives le musée des Enfants du Fondo Luisa Monti Sturani avec tous les livres pour le collège de Luisa Monti Sturani Monti.